# Sonderrechte (Straßenverkehrsordnung)
Als Sonderrechte wird in Deutschland die Befreiung von den Vorschriften der Straßenverkehrs-Ordnung (StVO) bezeichnet. Sie sind in § 35 StVO geregelt. Ihre verhältnismäßige Inanspruchnahme schließt als Rechtfertigungsgrund die Ahndung einer Verkehrsordnungswidrigkeit aus.
In der Praxis kommt es beispielsweise zu:
- Langsamem Fahren auf der Autobahn (z. B. Winterdienst)
- Halten oder Parken im Haltverbot (z. B. Müllabfuhr)
- Befahren von Gehwegen (z. B. Straßenreinigung)
- Überschreiten des Tempolimits
- Fahren bei Rotlicht
- Befahren der Gegenfahrbahn
- Befahren einer Einbahnstraße entgegen der Fahrtrichtung oder Rückwärtsfahren in einer Einbahnstraße

Sie dürfen „nur unter gebührender Berücksichtigung der öffentlichen Sicherheit und Ordnung“ ausgeübt werden (§ 35 StVO), in der Regel darf es also zumindest nicht zu einer Schädigung kommen. Die juristische Meinung hierzu ist uneinheitlich und schwer überschaubar. Jedoch hat der Fahrzeugführer stets die Verkehrslage und den Auftrag gegeneinander abzuwägen und die Verhältnismäßigkeit zu wahren. So kann beispielsweise das Befahren einer Fahrspur mit einem Baufahrzeug entgegen der Fahrtrichtung auf einer übersichtlichen Strecke im Stadtverkehr bei Arbeiten möglich sein, auf der Autobahn wäre hier jedoch die Sicherheit so stark gefährdet, dass dieses Vorgehen nicht mehr mit der Sorgfaltspflicht vereinbar wäre. Die Allgemeine Verwaltungsvorschrift zur Straßenverkehrs-Ordnung nennt beispielhaft als Grund, wann auf Sonderrechte in der Regel verzichtet werden muss, die Begegnung mit einem Fahrzeug mit Wegerecht und die Halteweisung eines Polizeibeamten.
Sonderrechte führen jedoch nicht dazu, dass andere Verkehrsteilnehmer freie Bahn schaffen müssen. Diese Pflicht entsteht nur, wenn das Wegerecht nach § 38 StVO durch blaues Blinklicht und Einsatzhorn in Anspruch genommen wird.
Sonderrechte sind für die Berechtigten aufgrund hoheitlicher Aufgaben (§ 35 Abs. 1, 1a StVO) sowie für Truppen des Nordatlantikpakts nicht fahrzeuggebunden, sondern personengebunden: Sie dürfen Sonderrechte also auch in anderen Fahrzeugen, besonders Privatfahrzeugen, oder als Fußgänger nutzen. Dies gilt nicht für den Rettungsdienst, für Messfahrzeuge und für Straßenbau- und Reinigungsfahrzeuge, dort sind die Sonderrechte fahrzeuggebunden.
Die Entscheidung, ob und in welchem Maße Sonderrechte in Anspruch genommen werden, liegt ausschließlich beim Fahrzeugführer bzw. beim Fahrer. Die Leitstelle gibt zwar oft eine Einschätzung über die Eilbedürftigkeit eines Einsatzes bekannt, dies ist jedoch keine Anordnung verkehrsrechtlicher Art (jedoch kann die Leitstellenweisung dienstrechtliche Verpflichtungen darstellen).

## Berechtigte

### Sonderrechte zur Erfüllung hoheitlicher Aufgaben
Folgende Organisationen sind von den Vorschriften der StVO befreit, wenn dies zur Erfüllung ihrer hoheitlichen Aufgaben erforderlich ist:
- Bundeswehr
- Bundespolizei
- Technisches Hilfswerk
- Feuerwehr
- Katastrophenschutz
- Polizei
- Bundeszollverwaltung

Dies gilt ebenso für ausländische Beamte, die auf Grund völkerrechtlicher Vereinbarungen zur Nacheile oder Observation im Inland berechtigt sind.

### Fahrzeuge des Rettungsdienstes
Fahrzeugführer des Rettungsdiensts dürfen sich über die Regeln der StVO hinwegsetzen, wenn höchste Eile geboten ist, um Menschenleben zu retten oder schwere gesundheitliche Schäden abzuwenden. Hier ist folglich die Inanspruchnahme des Sonderrechts fahrzeuggebunden.

### Sonderrechte aus anderen Gründen

Hinweisschild in einem Fahrzeug der Deutschen Telekom

- Die Truppen der nichtdeutschen Vertragsstaaten des Nordatlantikpakts sind im Falle dringender militärischer Erfordernisse von den Vorschriften der Straßenverkehrs-Ordnung befreit, von den Vorschriften des § 29 StVO allerdings nur, soweit für diese Truppen Sonderregelungen oder Vereinbarungen bestehen (§ 35 Abs. 5 StVO).
- Messfahrzeuge der Bundesnetzagentur (ehemalige Regulierungsbehörde für Telekommunikation und Post, 2004/__66.html § 66 Telekommunikationsgesetz) dürfen auf allen Straßen und Straßenteilen zu allen Zeiten fahren und halten, soweit ihr hoheitlicher Einsatz dies erfordert (§ 35 Abs. 7 StVO).
- Fahrzeuge, die dem Bau, der Unterhaltung oder Reinigung der Straßen und Anlagen im Straßenraum oder der Müllabfuhr dienen und durch weiß-rot-weiße Warneinrichtungen gekennzeichnet sind, dürfen auf allen Straßen und Straßenteilen und auf jeder Straßenseite in jeder Richtung zu allen Zeiten fahren und halten, soweit ihr Einsatz dies erfordert. Dasselbe gilt auch für Fahrzeuge zur Reinigung der Gehwege, deren zulässiges Gesamtgewicht entweder 2,8 t nicht übersteigt oder 3,5 t nicht übersteigt und deren Reifeninnendruck nicht mehr als 3 bar beträgt. Dabei ist sicherzustellen, dass keine Beschädigung der Gehwege und der darunterliegenden Versorgungsleitungen erfolgen kann. (§ 35 Abs. 6 StVO).

### Nicht Berechtigte
Oft wird angenommen, dass jedes Fahrzeug, das mit Blaulicht und Einsatzhorn ausgestattet ist, auch Sonderrechte in Anspruch nehmen kann. Dieses kann aber eingebunden sein in den Rettungsdienst nach § 35 Abs. 5a StVO, oder der Notfallmanager der Deutschen Bahn oder Erdungsfahrzeuge sowie Verkehrsüberwachungsfahrzeuge und ähnliche. Jedoch ist hier zu trennen zwischen der Erlaubnis des Einbaus einer Sondersignalanlage (StVZO) und deren Verwendung – mit der Rechtsfolge, dass andere freie Bahn schaffen müssen (Wegerecht, vgl. § 38 Abs. 1 StVO) – und der Möglichkeit, nach § 35 Abs. 1 StVO von den Vorschriften der StVO abzuweichen.
Die nicht in § 35 Abs. 1, 1a, 5, 5a StVO Genannten dürfen auch nicht von den Vorschriften der StVO abweichen. Das hieße in der Praxis: Wenn die Voraussetzungen nach § 38 Abs. 1 StVO vorliegen, dürfen Blaulicht und Einsatzhorn eingeschaltet werden, mit der Folge, dass andere Verkehrsteilnehmer freie Bahn schaffen müssen. Von den Regeln der StVO (Geschwindigkeit, Rotlicht, Fahrtrichtungen, Parkverbote usw.) darf aber nicht abgewichen werden. In Einzelfällen kann ein Abweichen über § 16 OWiG gerechtfertigt sein. Der Bundesgerichtshof entschied 1974, dass Fahrzeuge, die Wegerechte in Anspruch nehmen (z. B. Entstörungsfahrzeuge von Energieversorgungsunternehmen), die ihnen geschaffene Bahn auch dann nutzen dürfen, wenn sie wartepflichtig wären (zum Beispiel an einem Lichtzeichen). Die Fahrer müssen dann die Sorgfalt walten lassen, die auch mit Sonderrechten notwendig ist.
Der Leitsatz aus diesem Urteil des BGH: Die nach § 38 StVO bevorrechtigten Kraftfahrzeuge (vorliegend Krankentransportwagen) dürfen dann, wenn sie ihr Blaulicht und Einsatzhorn eingeschaltet haben, an Kreuzungen die ihnen von anderen Verkehrsteilnehmern eingeräumte freie Bahn ausnutzen.
Das gilt auch dann, wenn sie an sich wartepflichtig wären oder die Vorfahrt durch Lichtzeichenanlage (Ampel) geregelt wird.
Ebenso sei auf die Urteile OLG Karlsruhe vom 17. Dezember 1976, VersR 1977, 1013; OLG Oldenburg vom 22. Oktober 1975, VersR 1977, 1162 auch bei rotem Ampellicht nach sorgfältiger Vergewisserung; KG (12 U 3774/85) VersR 1987, 8222 VerkMitt 1986, 61 hingewiesen.

## Grenzen der Sonderrechte
Als Generalklausel der Grenze kann der § 35 Abs. 8 StVO gewertet werden, der die Anwendung von Sonderrechten nur unter gebührender Berücksichtigung der öffentlichen Sicherheit und Ordnung erlaubt. Die Sonderrechte werden so insgesamt durch Fahrphysik (und daraus resultierende Rechtsprechung) begrenzt. Ferner werden die Sonderrechte, die nur von den Regeln der StVO befreien, auch durch andere Vorschriften (z. B. StVG, StVZO und StGB) begrenzt. Ein schrankenloses Fahren ist so nicht möglich. Grundsätzlich wird durch Fachpersonal empfohlen, Geschwindigkeitsüberschreitungen auf 20 % zu begrenzen.
Das Gebot, jederzeit die Einsatzlage gegen die Auswirkungen der Sonderrechte abzuwägen, verpflichtet zudem in der Konsequenz dazu, dass auch während eines Einsatzes auf sich ändernde Gefahrenlagen reagiert werden muss. Wird zum Beispiel die Polizei zu häuslicher Gewalt alarmiert, so kann das schnelle Abstellen des Fahrzeugs quer über den Gehweg gerechtfertigt sein, um möglichst schnell die Wohnung zu erreichen. Sobald die Situation in der Wohnung durch die Beamten unter Kontrolle gebracht wurde, muss jedoch der Gehweg geräumt und umgeparkt werden, da hier die Gefährdung des Fußverkehrs wiederum stärker wiegt als die nun beruhigte Einsatzlage.

## Verbände und übermäßige Straßenbenutzung §§ 27, 29 StVO
Verbandsfahrten mit bis zu 30 Fahrzeugen der Organisationen aus § 35 StVO sind über die Sonderrechte von der Anmeldung eines Verbandes regelmäßig befreit, wenn die Voraussetzungen des § 35 Absatz 1 StVO gegeben sind, d. h. ein hoheitliches Handeln würde ohne die Verbandsfahrt beschwert. Hintergrund dieser Regelung ist, dass eine Anmeldung regelmäßig durch innerbehördliches Verwaltungshandeln nicht zeitgerecht genehmigt werden könnte.
Die Fahrt von mehr als 30 Fahrzeugen als Verband sowie übermäßige Straßenbenutzung (§ 29 StVO) bedarf dennoch der Erlaubnis (§ 27 StVO) und unterliegt nicht den Sonderrechten aus § 35 I StVO. Diese Einschränkungen gelten nicht bei Unglücksfällen, Katastrophen und Störungen der öffentlichen Sicherheit oder Ordnung sowie in den Fällen der Art. 91 und Art. 87a Abs. 4 Grundgesetz (Abwehr einer Gefahr für den Bestand oder die freiheitliche demokratische Grundordnung des Bundes oder eines Landes) sowie im Verteidigungs- und Spannungsfall.

## Blaues Blinklicht und Einsatzhorn
Eine besondere Kennzeichnung des Fahrzeugs ist für die Inanspruchnahme von Sonderrechten nicht erforderlich. In der Verwaltungsvorschrift zu § 35 StVO ist jedoch festgelegt, dass „Bei Fahrten, bei denen nicht alle Vorschriften eingehalten werden können, […] wenn möglich und zulässig, die Inanspruchnahme von Sonderrechten durch blaues Blinklicht zusammen mit dem Einsatzhorn angezeigt werden“ soll. Nicht möglich ist die Anzeige zum Beispiel bei nicht mit Sondersignalanlage ausgerüsteten Fahrzeugen wie Privatfahrzeugen von Feuerwehrangehörigen, nicht zulässig bei Erfüllung der Voraussetzungen nach § 35 StVO aber nicht derer des § 38 Abs. 1 StVO.
Falls vorhanden, ist also die Nichtbeachtung von Verkehrsregeln durch Blaulicht und Horn anzuzeigen, um andere Verkehrsteilnehmer vor dem unerwartet schnellen, entgegen der Fahrtrichtung oder anderweitig ungewöhnlich fahrenden Einsatzfahrzeug zu warnen.
Ohne Sondersignalanlage sollen Sonderrechte (insbesondere das zu schnelle Fahren oder Abweichen von üblichen Fahrmanövern) aufgrund der möglichen Gefährdung anderer Verkehrsteilnehmer nur besonders restriktiv wahrgenommen werden.